# Michelle Perrot
Michelle Roux Perrot (Parigi, 18 maggio 1928) è una storica francese.

## Biografia
Docente all'università Diderot di Parigi dal 1974 al 1993, dal 1993 ne è professore emerito.
Ha pubblicato da sola o con altri importanti opere storiografiche come Le panoptique du l'Oeil du Pouvoir (1977) e Storia delle donne in occidente (con Georges Duby, 1992).